# Édouard de Conny
Julien-Édouard de Conny de Lafay, baron puis vicomte de Conny, né à Moulins (Allier) le 30 mai 1818 et mort dans la même ville le 18 janvier 1900, est un sculpteur français du XIXe siècle.

## Biographie
Julien-Édouard de Conny est le plus jeune des quatre fils du vicomte Félix de Conny, sous-préfet de Lapalisse sous Louis XVIII puis député de l'Allier sous Charles X, et d'Anne-Marguerite Bardonnet de la Toulle.
Se destinant tout d'abord à une carrière militaire, Édouard entre à Saint-Cyr en 1837. Dès l'année suivante, il se heurte à l'autorité du nouveau général commandant l'école. Celui-ci venait en effet de rétablir les brimades infligées aux nouveaux élèves, que son prédécesseur avait supprimées. Ayant refusé d'appliquer à ses jeunes camarades un traitement dont il avait été dispensé, Édouard est condamné à un mois de prison puis contraint de donner sa démission.

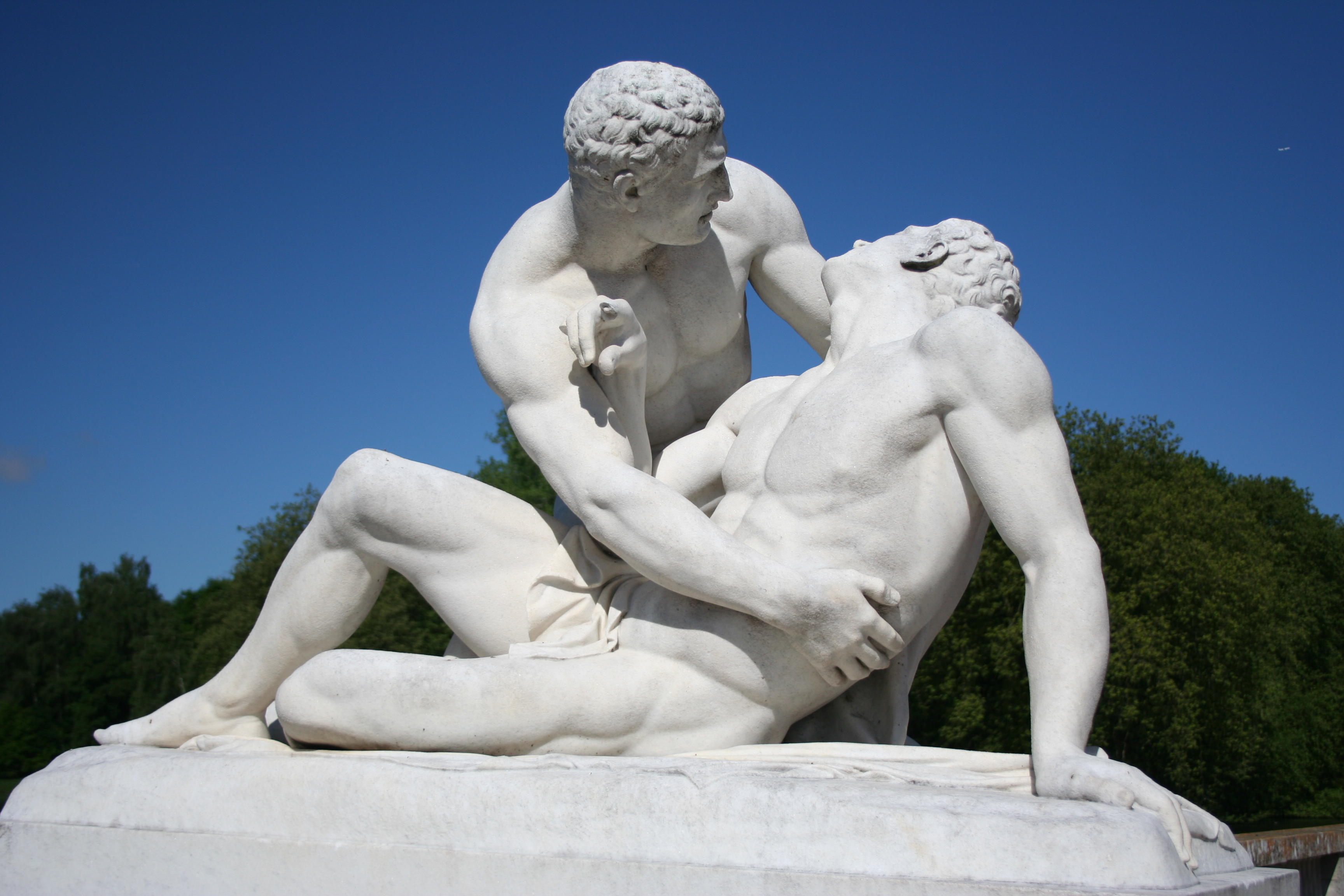
La Charité fraternelle (1865) au parc du château de Rambouillet.

Il change alors de vocation et se tourne vers la sculpture. Installé à Paris, il étudie dans les ateliers de Dantan aîné et d'Étex. Il se forme également au contact des chefs-d’œuvre de cet art en voyageant en Italie et plus particulièrement à Rome.
Édouard est remarqué par la critique dès le Salon de 1861, où il expose un groupe en plâtre, La Charité fraternelle, qui obtient une médaille de deuxième classe. Quatre ans plus tard, il exécute ce groupe en marbre. Exposé au Salon de 1866, en même temps qu'une autre statue en marbre, La Perdition, il remporte cette fois-ci une médaille. L’État se porte acquéreur du groupe, qu'il destine tout d'abord au jardin des Tuileries après l'avoir présenté au Champ-de-Mars pour l'Exposition universelle de 1867. Retirée du célèbre parc parisien en raison de la fragilité de son marbre, La Charité fraternelle est aujourd'hui visible dans le parc du château de Rambouillet. Un moulage du groupe, présenté à Vienne dans le cadre de l'Exposition universelle de 1873, y est distingué par une médaille.
Le 19 avril 1875, il épouse à Versailles Marie-Joséphine-Berthe de Malden de la Bastille (1850-1876), fille du comte de Malden de la Bastille et cousine de l'ancien député Émile Bourrée de Corberon. La jeune femme meurt cependant peu de temps après avoir donné naissance à une fille, Geneviève, née en 1876. Elle est inhumée à Villeneuve-sur-Allier, où son mari lui sculpte un monument funéraire la représentant les bras levés vers le ciel. Le 4 juin 1878, il épouse en secondes noces Marie-Léonie de la Celle (1941-1907). Le couple a un fils, Félix Jean Joseph Marie, né le 15 février 1880 à Villeneuve-sur-Allier, où Édouard de Conny possède le château de Villard.
En 1889, Édouard de Conny publie une biographie de son père (Un homme. Cent ans de Révolution, Moulins, Durond / Paris, Champion, 1889).
Il meurt dans sa ville natale le 18 janvier 1900.

## Sources bibliographiques
- Roger de Quirielle, « Le vicomte Édouard de Conny », Bulletin-revue de la Société d'émulation et des beaux-arts du Bourbonnais, t. 8, Moulins, 1900, p. 40-44.
- Émile Bellier de La Chavignerie et Louis Auvray, Dictionnaire général des artistes de l'École française depuis l'origine des arts du dessin jusqu'à nos jours : architectes, peintres, sculpteurs, graveurs et lithographes, tome I, Paris, Renouard, 1882, p. 283.
- Notices d'autorité :   - VIAF
  - BnF (données)